# Mount Phillips, Alberta/British Columbia
Mount Phillips är ett berg i Kanada.   Det ligger på gränsen mellan Alberta och British Columbia, i den västra delen av landet, 3 200 km väster om huvudstaden Ottawa. Toppen på Mount Phillips är 3 246 meter över havet, eller 583 meter över den omgivande terrängen. Bredden vid basen är 3,6 km.
Terrängen runt Mount Phillips är huvudsakligen bergig, men den allra närmaste omgivningen är kuperad.Trakten runt Mount Phillips är nära nog obefolkad, med mindre än två invånare per kvadratkilometer.. Det finns inga samhällen i närheten. 
Trakten runt Mount Phillips är permanent täckt av is och snö.